# 三堡镇 (民乐县)
三堡镇，是中华人民共和国甘肃省张掖市民乐县下辖的一个乡镇级行政单位。

## 行政区划
三堡镇下辖以下地区：
库陀村、团结村、下二坝村、展庄村、全营村、陈庄村、下吾旗村、徐庄村、三堡村、韩庄村、易家新庄村、任官村、宏寺村和何家沟村。